# Sour Candy (bài hát của Lady Gaga và Blackpink)
"Sour Candy" là một bài hát của ca sĩ người Mỹ Lady Gaga và nhóm nhạc nữ Hàn Quốc Blackpink. Nó được phát hành dưới định dạng tải xuống và phát trực tuyến với vai trò là đĩa đơn quảng bá đầu tiên trích ra từ album phòng thu thứ sáu của Gaga, Chromatica, vào ngày 28 tháng 5 năm 2020. Đây là một bài hát dance-pop, electropop, bubblegum pop và deep house kết hợp với dance. Lời bài hát của nó cho thấy Gaga và Blackpink "giao dịch tán tỉnh"  bằng tiếng Anh và tiếng Hàn, sử dụng kẹo chua như một phép ẩn dụ để "minh họa cách họ hành động trong mối quan hệ".
"Sour Candy" được chính thức công bố vào ngày 22 tháng 4 năm 2020, khi Gaga đăng tải danh sách ca khúc trong album Chromatica của cô. Việc phát hành bài hát đã được Gaga công bố thông qua các nền tảng truyền thông xã hội của cô một ngày trước khi phát hành Chromatica. Bài hát được phát hành mà không có bất kỳ thông báo trước nào sau khi rò rỉ internet xuất hiện trên Twitter vào đêm hôm trước.

## Bối cảnh và phát hành
"Sour Candy" ban đầu là một bài hát được viết ra trong một buổi họp mặt không liên quan tới quá trình tạo nên album Chromatica bởi Madison Love, với sự giúp đỡ của BloodPop, Rami Yacoub, và Burns. Nói về buổi họp đó, Love chia sẻ rằng:
Chúng tôi bắt đầu làm việc với phần điệp khúc của bài hát. Và ai cũng thích tựa "Sour Candy". Tôi nghĩ chúng tôi nên viết giống như nhạc Sour Patch Kids trong những quảng cáo khi họ chuẩn bị cắt tóc ấy: chua rồi ngọt,...và thế là tôi đã nghĩ cách chơi chữ ấy. Chúng tôi làm phần điệp khúc, và tôi thì viết phân khúc nhỏ cho nghệ sĩ hợp tác cùng. Lúc đó, chúng tôi đều nghĩ rằng Blackpink sẽ rất hợp đây. Sau ấy, Bloodpop đã mang đến cho Gaga, và cô ấy nói "Tôi yêu bài hát này, tôi muốn thực hiện nó". Rồi cô ấy đã hoàn chỉnh lại thành một bài hát của riêng mình. Và đến cuối cùng, cô ấy đã hỏi rằng, "Nếu Blackpink cùng hợp tác thì sao nhỉ?"
Trong một bài phỏng vấn cho trang giải trí Nhật Bản TV Groove, Lady Gaga đã nói về nguồn gốc của bài hát và nói rằng "Khi tôi gọi cho họ và hỏi họ có muốn viết 1 bài hát cùng tôi không, họ đã rất vui và cảm thấy có động lực. Đây là 1 màn collab thú vị. Tôi muốn ăn mừng cho họ vì họ yêu thích những người phụ nữ mạnh mẽ như chúng tôi, và họ cũng làm điều tương tự. Hai bên đã có 1 khoảng thời gian vui vẻ. Tôi đã cực kỳ háo hức khi lắng nghe họ dịch bài hát qua tiếng Hàn và cảm thấy rằng sự sáng tạo này rất thú vị. Bản thân tôi đã thật sự ngưỡng mộ những cô gái ấy khi nghe họ hát. Các thành viên của Blackpink cũng đã nói về việc bài hát đã được ra đời như thế nào: "Blackpink và Lady Gaga thích nghe sản phẩm âm nhạc của nhau và đã trở thành fan của nhau, dần cũng dẫn đến việc đôi bên hợp tác làm việc."

## Sáng tác và lời bài hát
Michael Tucker Stefani Germanotta Madison Love Matthew Burns Rami Yacoub Hong Jun Park

## Hiệu suất thương mại
"Sour Candy" ra mắt ở vị trí 33 trên Billboard Hot 100, đây là lần thứ 25 Gaga có mặt trong top 40 hit và đây là lần đầu tiên Blackpink xuất hiện trong top 40 hit, trở thành bài hát xếp hạng cao nhất của họ ở Mỹ thời điểm đó, cũng như bài hát xếp hạng cao nhất của một nhóm nhạc nữ Hàn Quốc. Tại Úc, bài hát ra mắt tại vị trí thứ 8. Bài hát cũng trở thành đĩa đơn đầu tiên của Blackpink lọt top 10 tại đất nước này. Bài hát cũng trở thành đĩa đơn đầu tiên lọt top 20 tại UK của nhóm, khi nó được ra mắt ở vị trí thứ 17.
Bài hát đứng đầu tại bảng xếp hạng Malaysia và Singapore.

## Giải thưởng
| Năm  | Lễ trao giải                 | Hạng mục                    | Kết quả      | Tham khảo |
| ---- | ---------------------------- | --------------------------- | ------------ | --------- |
| 2020 | BreakTudo Awards             | Collaboration of the Year   | Chưa công bố | [ 18 ]    |
| 2020 | MTV Millennial Awards Brazil | International Collaboration | Chưa công bố | [ 19 ]    |

## Danh sách bài hát
Digital download và streaming
1. "Sour Candy" – 2:37

## Danh sách người thực hiện
Credit được trích từ dòng ghi chú trong album Chromatica.

### Nơi thu âm
- Thu âm tại Henson Recording Studios ở Los Angeles, California
- Mixed tại Sterling Sound Studios ở thành phố New York, New York

### Cá nhân
- Lady Gaga – vocal, songwriter
- Jisoo – vocal
- Jennie – vocal
- Rosé – vocal
- Lisa – vocal
- Burns – producer, songwriter, bass, drums, keyboards, percussion
- BloodPop – producer, songwriter, bass, drums, keyboards, percussion
- Madison Love – songwriter, backing vocals
- Teddy Park – songwriter
- Rami Yacoub – songwriter
- Benjamin Rice – mixer, recording engineer
- Tom Norris – mixer
- E. Scott Kelly – assistant mixer
- Randy Merill – mastering engineer

## Bảng xếp hạng
| Bảng xếp hạng (2020)                          | Vị trí xếp hạng cao nhất |
| --------------------------------------------- | ------------------------ |
| Úc (ARIA)                                     | 8                        |
| Áo (Ö3 Austria Top 40)                        | 42                       |
| Canada (Canadian Hot 100)                     | 18                       |
| CIS (Tophit)                                  | 106                      |
| Cộng hòa Séc (Singles Digitál Top 100)        | 20                       |
| Estonia (Eesti Tipp-40)                       | 8                        |
| Phần Lan (Suomen virallinen lista)            | 15                       |
| Pháp (SNEP)                                   | 62                       |
| Hy Lạp (IFPI)                                 | 10                       |
| Hungary (Single Top 40)                       | 4                        |
| Hungary (Stream Top 40)                       | 8                        |
| Ireland (IRMA)                                | 11                       |
| Ý (FIMI)                                      | 46                       |
| Nhật Bản (Japan Hot 100)                      | 43                       |
| Lithuania (AGATA)                             | 5                        |
| Malaysia (RIM)                                | 1                        |
| Hà Lan (Single Top 100)                       | 52                       |
| New Zealand (Recorded Music NZ)               | 12                       |
| Bồ Đào Nha (AFP)                              | 24                       |
| Nga Airplay (Tophit)                          | 96                       |
| Scotland (OCC)                                | 20                       |
| Singapore (RIAS)                              | 1                        |
| Slovakia (Singles Digitál Top 100)            | 20                       |
| Hàn Quốc (Gaon)                               | 178                      |
| Tây Ban Nha (PROMUSICAE)                      | 46                       |
| Thụy Điển (Sverigetopplistan)                 | 49                       |
| Thụy Sĩ (Schweizer Hitparade)                 | 30                       |
| Anh Quốc (OCC)                                | 17                       |
| Hoa Kỳ Billboard Hot 100                      | 33                       |
| Hoa Kỳ Hot Dance/Electronic Songs (Billboard) | 3                        |
| US Rolling Stone Top 100                      | 17                       |

| Bảng xếp hạng (2020)       | Vị trí xếp hạng cao nhất |
| -------------------------- | ------------------------ |
| Brazil (Pro-Música Brasil) | 43                       |

## Lịch sử phát hành
| Khu vực  | Ngày                | Định dạng                  | Hãng                      | Tham khảo     |
| -------- | ------------------- | -------------------------- | ------------------------- | ------------- |
| Toàn cầu | 28 tháng 5 năm 2020 | Digital download streaming | Interscope                | [ 52 ]        |
| Úc       | 29 tháng 5 năm 2020 | Contemporary hit radio     | Universal Music Australia | [ 53 ] [ 54 ] |